# Jacques Haeko
Jacques Haeko (ur. 23 kwietnia 1984) – piłkarz nowokaledoński grający na pozycji napastnika. Jest wychowankiem klubu AS Lössi.

## Kariera klubowa
Karierę piłkarską Haeko rozpoczął w klubie AS Lössi. W 2005 roku zadebiutował w nim w pierwszej lidze nowokaledońskiej. W 2007 roku zdobył z nim Puchar Nowej Kaledonii.

## Kariera reprezentacyjna
W reprezentacji Nowej Kaledonii Haeko zadebiutował w 2011 roku. W 2012 roku wystąpił w Pucharze Narodów Oceanii 2012. Z Nową Kaledonią zajął drugie miejsce, a z 6 strzelonymi golami został królem strzelców tego turnieju.